# Munchhouse
Munchhouse – miejscowość i gmina we Francji, w regionie Grand Est, w departamencie Górny Ren.
Według danych na rok 1990 gminę zamieszkiwało 1216 osób, 51 os./km².